# Aleksandra Płocińska
Aleksandra Płocińska (* 5. Oktober 1999 in Warschau) ist eine polnische Leichtathletin, die sich auf den Mittelstreckenlauf spezialisiert hat.

## Sportliche Laufbahn
Erste internationale Erfahrungen sammelte Aleksandra Płocińska im Jahr 2021, als sie bei den U23-Europameisterschaften in Tallinn in 4:18,88 min den neunten Platz im 1500-Meter-Lauf belegte. Im Dezember gelangte sie bei den Crosslauf-Europameisterschaften in Dublin nach 21:53 min auf den 29. Platz im U23-Rennen. 2023 wurde sie bei den World University Games in Chengdu nach 4:23,88 min Zwölfte über 1500 Meter und schied kurz darauf bei den Weltmeisterschaften in Budapest mit 4:06,39 min in der ersten Runde aus. Im Oktober wurde sie bei den Straßenlauf-Weltmeisterschaften in Riga nach 4:46,50 min 20. über die Meile und im Dezember gelangte sie bei den Crosslauf-Europameisterschaften in Brüssel mit 20:27 min auf den siebten Platz in der Mixed-Staffel. Im Jahr darauf wurde sie bei den Europameisterschaften in Rom in 4:09,07 min Zwölfte über 1500 Meter und im August schied sie bei den Olympischen Sommerspielen in Paris mit 4:09,47 min in der Hoffnungsrunde aus. 
2023 wurde Płocińska polnische Meisterin im 1500-Meter-Lauf.

## Persönliche Bestleistungen
- 800 Meter: 2:02,38 min, 25. Juni 2023 in Warschau
  - 800 Meter (Halle): 2:05,01 min, 11. Februar 2023 in Spała
  - 1000 Meter (Halle): 2:40,75 min, 28. Januar 2024 in Spała
- 1500 Meter: 4:03,55 min, 20. Juni 2024 in Bydgoszcz
  - 1500 Meter (Halle): 4:09,51 min, 6. Februar 2024 in Toruń
- Meile: 4:30,74 min, 6. Juni 2023 in Bydgoszcz
  - Meile (Halle): 4:32,23 min, 8. Februar 2023 in Toruń